# Margherita Malatesta
Margherita Malatesta, född 1370, död 1399, var signora (dam) av Mantua 1393-1399, gift 1393 med Gianfrancesco I Gonzaga. 
Hon var makens politiska rådgivare och Mantuas regent under hans frånvaro 1398-1399.